# Unbinilio
El Unbinilio o eka-radio es el nombre temporal de un elemento químico de la tabla periódica aún no descubierto, cuyo símbolo provisional es Ubn y su número atómico 120.

## Historia
En marzo-abril de 2007, se intentó la síntesis del elemento 120 en Flerov Laboratory of Nuclear Reactions en Dubna (Rusia) bombardeando un blanco de plutonio-244 con iones de hierro-58. Un análisis inicial mostró que no se produjeron átomos del elemento 120 con un límite de 0.7 pb para la sección de cruce a la energía estudiada.
{\displaystyle \,_{94}^{244}\mathrm {Pu} +\,_{26}^{58}\mathrm {Fe} \to \,_{120}^{302}\mathrm {Ubn} ^{*}\to \ ning{\acute {u}}n\ {\acute {a}}tomo}
El equipo ruso ha de mejorar sus instalaciones antes de un nuevo intento de producción.
En abril-mayo de 2007, el equipo de GSI intentó crear unbinilio usando la reacción:
{\displaystyle \,_{92}^{238}\mathrm {U} +\,_{28}^{64}\mathrm {Ni} \to \,_{120}^{302}\mathrm {Ubn} ^{*}\to \ ning{\acute {u}}n\ {\acute {a}}tomo}
No se produjeron átomos del elemento 120 con un límite de 0,3 pb para la sección de cruce a la energía estudiada.
El GSI está actualmente repitiendo el experimento con una mayor sensibilidad. Se planificaron inicialmente dos runs o series de medidas separadas, pero la actual información indica que hubo un único run del 19 de enero al 24 de marzo de 2008. Se probaron otras dos combinaciones proyectil-blanco que conducen al mismo isótopo Ubn-302:
{\displaystyle \,_{94}^{244}\mathrm {Pu} +\,_{26}^{58}\mathrm {Fe} \to \,_{120}^{302}\mathrm {Ubn} ^{*}\to \ ning{\acute {u}}n\ {\acute {a}}tomo}
{\displaystyle \,_{96}^{248}\mathrm {Cm} +\,_{24}^{54}\mathrm {Cr} \to \,_{120}^{302}\mathrm {Ubn} ^{*}\to \ ning{\acute {u}}n\ {\acute {a}}tomo}
Tras ejecutar el experimento durante 120 días ininterrumpidos, y tras más de 2,6×1019 proyectiles que chocaron contra el blanco, no se encontró ninguna cadena de desintegración del elemento 120.

## Unbinilio estable
El elemento 120 es de interés porque es parte de la hipotética isla de estabilidad, siendo el isótopo 318 el más estable de los que pueden crearse con los métodos actuales. Usando el modelo esférico de formación de capas, el elemento 120 sería el más pesado en una isla de estabilidad, y también, junto al 114, el más esférico.
De los resultados de los experimentos del equipo alemán del GSI se deduce que la supuesta isla de estabilidad para Z=120 y N=184 (120 protones y 184 neutrones) no será excepcionalmente elevada respecto a las regiones vecinas. 

## Reactividad
El Unbinilio sería muy reactivo, de acuerdo con las propiedades periódicas conocidas, pues este elemento pertenece al grupo de los metales alcalinotérreos. Sería mucho más reactivo que otros elementos más ligeros de su grupo. Reaccionaría violentamente con el aire para formar óxido de unbinilio, y con el agua para formar hidróxido de unbinilio, que sería una base fuerte.